# Bank of the West Classic 1990
Il Bank of the West Classic 1990 è stato un torneo di tennis giocato sul sintetico indoor. È stata la 20ª edizione del torneo, che fa parte della categoria Tier II nell'ambito del WTA Tour 1990. Si è giocato a Oakland negli Stati Uniti, dal 29 ottobre - 4 novembre 1990.

## Campionesse

### Singolare
Monica Seles ha battuto in finale  Martina Navrátilová con il punteggio di 6–3, 7–6(5).

### Doppio
Meredith McGrath/  Anne Smith hanno battuto in finale  Rosalyn Fairbank /  Robin White con il punteggio di 2–6, 6–0, 6–4.